# Кармона (биљка)
Кармона (Carmona retusa) је дрвенаста биљка из породице Boraginaceae, која се узгаја као бонсаи биљка. Једина је врста у свом роду. Међу узгајивачима позната је и под именима ехретиа, ехретија, или ехреција.

## Опис биљке
Кармона поседује стабло висине 1—3 m, са разгранатом крошњом, трновима и малим, зимзеленим лишћем (дужине 1—2 cm). Листови су овалног облика, на лицу су длакави, са наличја светлозелене боје. Кора дрвета је сива и пуца код старијих јединки. Цветови су бели и ситни, лепо миришу. Цвета у јуну. У саксији израсте од 30 до 80 cm.

## Гајење
Кармону треба засадити у саксији у којој осим земље из баште, треба да буде и нешто црнице, хумуса од лишћа и речног песка. Ђубрење се врши од марта до јуна, а пресађивање у другу саксију сваке друге године у априлу уз уклањање половине корења. Кармона захтева полузасенчена места, дакле ублажену светлост чак и зими, а прија јој и повећана влажност (мора се заливати сваког дана, укључујући и орошавање лишћа). Лети се може држати и напољу, али не директно изложена сунцу. Уз правилну негу, ова биљка може да живи и 70 година.

## Размножавање
Кармону је тешко размножити, али се то постиже резницама у пролеће, на топлом и спарном месту и уз помоћ хормона.

## Порекло
Природни ареал распрострањења обухвата Кину, Јапан, Југоисточну Азију, северну Аустралију и Соломонова острва. Узгајање је започело у Кину и Јапану, одакле се ова врста проширила на читаву планету. Гаји се као „жива ограда“, или собна биљка — бонсаи.